# Финци, Ицхак
Ицхак Сами Финци (болг. Ицхак Сами Финци, род. 25 апреля 1933 года, София) — болгарский актёр и театральный деятель. Его сын — Самуэль Финци — тоже актёр.

## Биография
Ицхак Финци родился в 23 апреля 1933 года в Софии в Болгарии. До 1943 года он с семьёй жил на улице Вашингтона в центре Софии. С 1941 до 1944 года, коллаборационистское правительство  Богдана Филова депортировало большинство евреев, которые жили в Софии. Отцов депортировали из Софии в трудовые лагеря, в том числе,  в  Сомовите и в  Ихтимане. Матерей с детьми депортировали из Софии в различные города. Семью Ицхака Финци депортировали из Софии в  Разград в 1943 году. Семья состояла тогда из Шемуеля Исака Финци, Матильды Шемуель Финци, Иды Шемуель Финци и Ицко (Ицхака) Шемуель Финци.
Закончил Национальную академию театра и кино (1955). 
Играл в театрах Димитровграда, Бургаса, Софии. 
Ицхак Финци является одним из видных болгарских актёров последних десятилетий XX века.

## Избранная фильмография
| Актёр | Актёр                   | Актёр                       | Актёр       |
| Год   | На русском языке        | На языке оригинала          | Роль        |
| ----- | ----------------------- | --------------------------- | ----------- |
| 1971  | Конец песни             | Краят на песента            | Дели Мехмед |
| 1973  | Бабье лето              | Сиромашко лято              | Цветарски   |
| 1973  | Перепись диких кроликов | Преброяване на дивите зайци | Асенов      |
| 1975  | Вилла области           | Вилна зона                  | Йонко       |
| 1976  | Крикет в ухо            | Щурец в ухото               | Гошо        |
| 1979  | Чонтвари                | Csontváry                   | Чонтвари    |
| 1982  | Элегия                  | Елегия                      | Иван Шияка  |
| 1983  | Господин на один день   | Господин за един ден        | мытарь      |
| 1983  | Константин Философ      | Константин Философ          | Халил       |
| 1996  | Поздно полнолуние       | Закъсняло пълнолуние        | старик      |
| 2007  | Гнездо жаворонка        | La masseria delle allodole  | Хованнес    |